# Onthophagus hemipygus
Onthophagus hemipygus là một loài bọ cánh cứng trong họ Bọ hung (Scarabaeidae).